# Michael-Ende-Schule

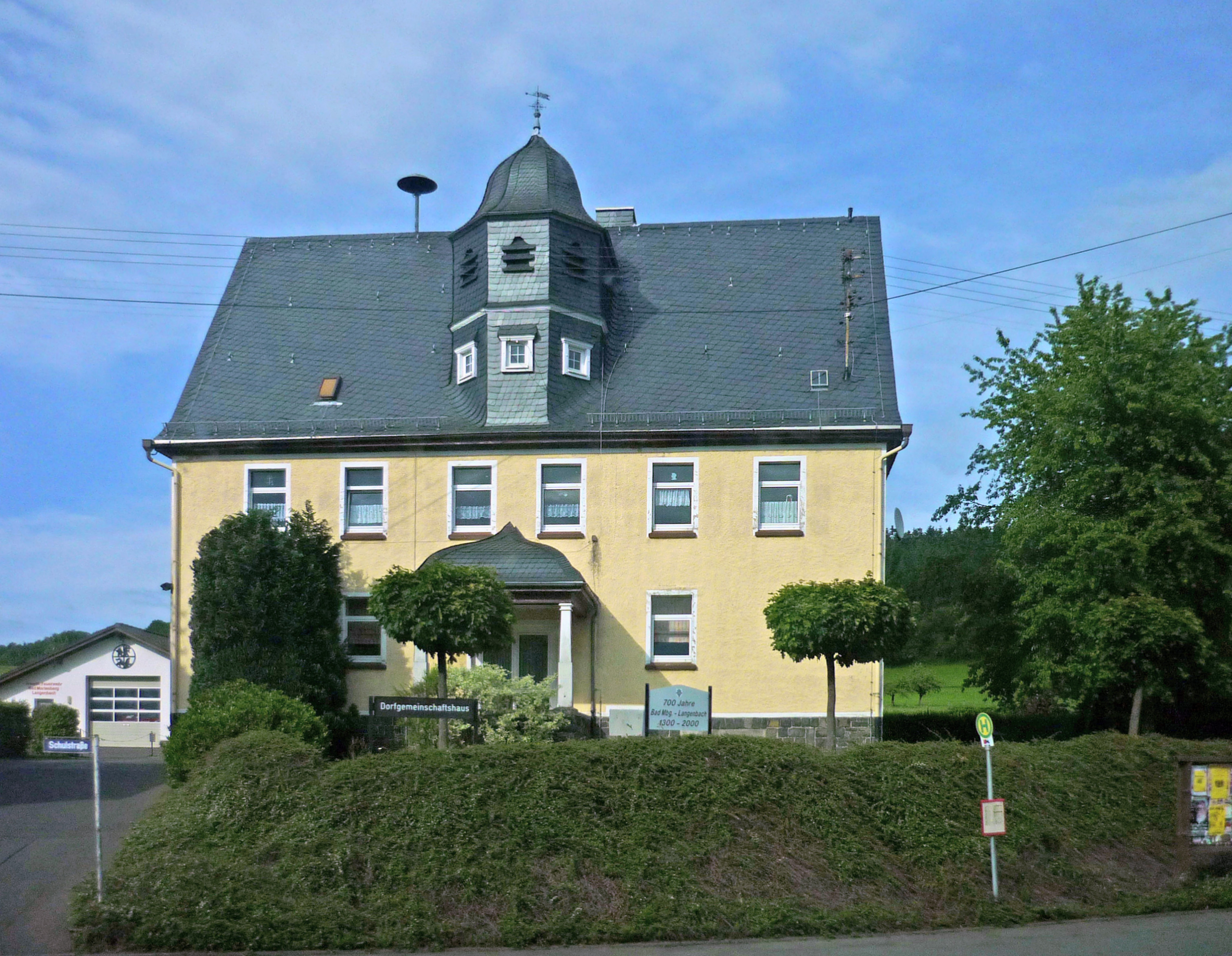
Alte Schule in Langenbach

Die Michael-Ende-Schule in Bad Marienberg (Westerwald) ist eine Schule mit dem Förderschwerpunkt Lernen in Trägerschaft des Westerwaldkreises. Sie wird im Ganztagsbetrieb vor allem von Schülern aus dem unmittelbaren Umfeld der Verbandsgemeinde Bad Marienberg und den nördlichen Ortsgemeinden der angrenzenden Verbandsgemeinde Rennerod besucht. Die Schule wurde 1968 als Hilfsschule mit Standort im Ortsteil Langenbach gegründet und in den 1970er Jahren in einen ehemaligen Volksschulbau in der Bad Marienberger Innenstadt verlagert. Seit Ende 1996 befindet sich die Schüle in einem eigens errichteten Neubau im Schulzentrum der Stadt und wurde mit der offiziellen Einweihung 1997 in Michael-Ende-Schule umbenannt. Namensgeber ist der Kinder- und Jugendbuchautor Michael Ende (1929–1995). Seit dem Schuljahr 2005/06 ist sie Ganztagsschule.

## Aktuelles
Schulform der Michael-Ende-Schule ist Schule mit dem Förderschwerpunkt Lernen (Förderschule). Sie befindet sich im Schulzentrum am nördlichen Stadtrand von Bad Marienberg in unmittelbarer Nachbarschaft von Jugendherberge und Grundschule (Wolfsteinschule). Träger der Schule ist der Westerwaldkreis; seit dem Schuljahr 2005/06 wird die Schule als Offene Ganztagsschule geführt.
Gegenwärtig [Stand: Schuljahr 2013/14] besuchen die Schule 105 Schüler (davon ca. 10 % mit Migrationshintergrund), die von 16 Förderschullehrern, einer Sozialpädagogin sowie weiteren pädagogischen Fachkräften und Honorarkräften im Ganztagsbetrieb unterrichtet und betreut werden. Die Schüler werden bis zum Förderschulabschluss geführt.
Aktuell befindet sich die Schule im Programm der Berufseinstiegsbegleitung der Agentur für Arbeit Montabaur. Projektträger ist der IB – Internationaler Bund.
Ziel des Projektes ist die Verbesserung der Ausbildungschancen förderungsbedürftiger junger Menschen; hierzu werden u. a. Bewerbertraining, Betriebserkundungen und die Planung einer Schülerfirma durchgeführt. Seit 2013 wird einmal monatlich von Klasse 8 „Jimmie’s Bistro“ angeboten.

## Geschichte
Die Schule wurde als sogenannte „Hilfsschule“ im Jahr 1968 gegründet und hatte ihren Standort in einem ehemaligen Volksschul-Gebäude im Vorort Langenbach. Da die Baulichkeit sich schon in den 1970er Jahren als zu klein erwies, wurde ein ehemaliges, aus dem Jahr 1907 stammendes Volksschulgebäude am Rande des Bad Marienberger Kurparks bezogen, das über fünf Klassenräume verfügte; Name und Schulform war zu dieser Zeit Schule für Lernbehinderte.
Da der bauliche Zustand in den 1990er Jahren nicht mehr den Anforderungen entsprach, begannen Schule und Schulträger mit der Planung eines Neubaus im Schulzentrum der Stadt, nachdem der Bezug des leer stehenden Schulgebäudes in Nisterau-Pfuhl wegen dessen Randlage verworfen wurde. Auch hatten steigende Schülerzahlen dazu geführt, dass 1995/96 zwei Klassen an Räume in der Sonderschule in Höhn ausgelagert werden mussten.
Dieser Neubau wurde ab 1994 errichtet und konnte zum Schuljahr 1996/97 zunächst von den zwei ausgelagerten Klassen, zum Jahreswechsel von allen Schülern bezogen werden. Parallel zum Gebäudewechsel vollzog sich die Namensgebung der Schule. Der Vorschlag, die Schule – als erste Sonderschule bundesweit – Michael-Ende-Schule zu nennen, stieß jedoch auf den Widerstand der Erben Michael Endes, der 1995 verstorben war. Diese hatten bislang lediglich Gymnasien gestattet, den Namen des Schriftstellers zu tragen. Nachdem mehrere Tageszeitungen, darunter die Frankfurter Rundschau über den Versuch der Anwälte der Erbengemeinschaft berichtet hatten, die Namensverleihung an eine Sonderschule zu verhindern, gaben die Ende-Erben schließlich nach und erlaubten dessen Verwendung. Zur Einweihung der Schule im Jahr 1997 erhielt die Schule vom Landrat des Westerwaldkreises die Bezeichnung Michael-Ende-Schule.

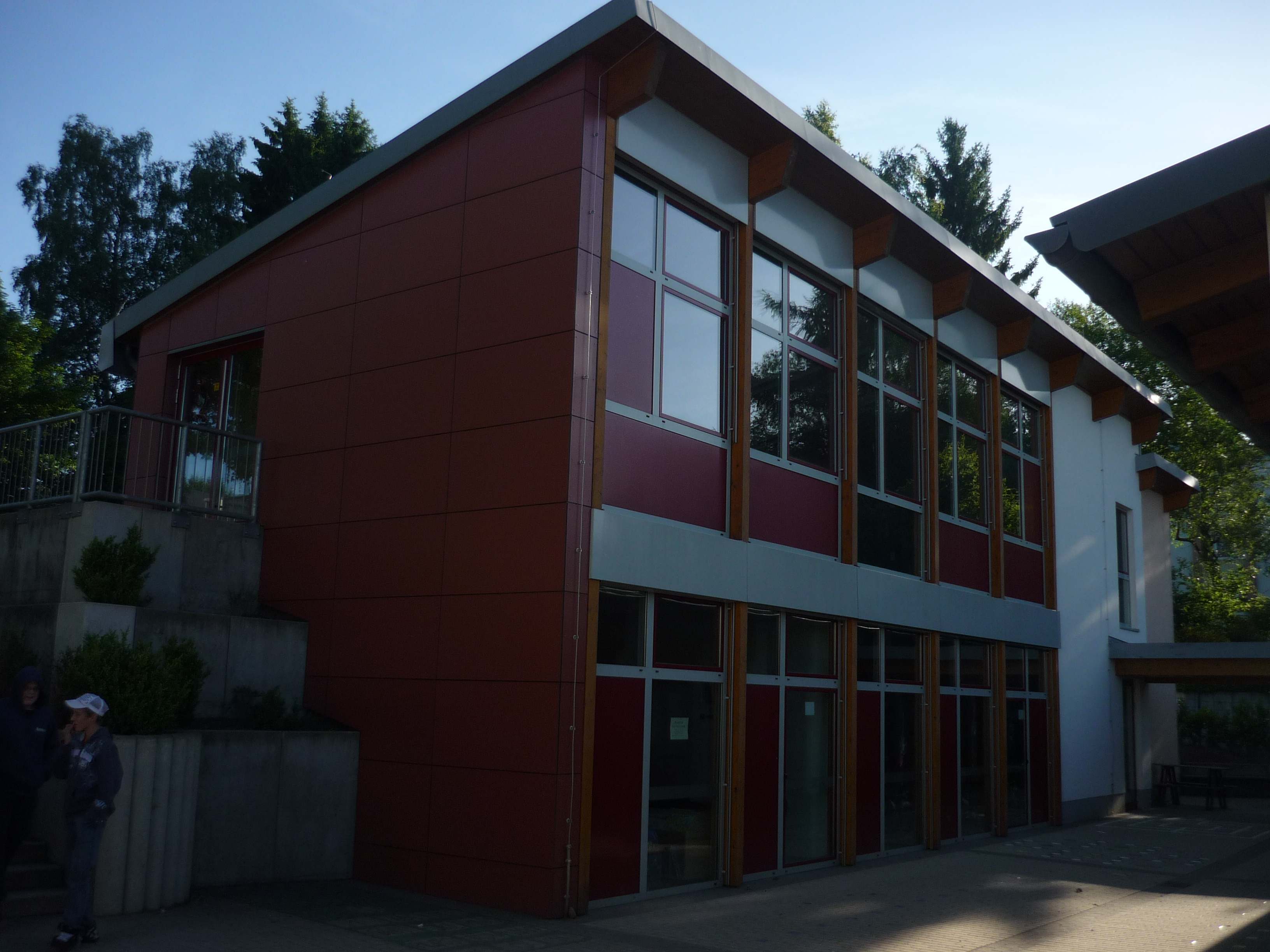
Erweiterungsbau der Michael-Ende-Schule

Nachdem mit steigendem Raumbedarf schon 2001 ein Anbau mit zwei Klassenräumen errichtet worden war, erhielt die Schule 2006 einen separaten zweistöckigen Erweiterungsbau zur Durchführung des Ganztagsangebots mit Bibliothek, Kreativraum und einem Bewegungsraum. Bei insgesamt rückläufigen Schülerzahlen im Förderschulbereich gelang es der Michael-Ende-Schule mit dem Ganztagsangebot, ihre Schülerzahl mit rund hundert Schülern ungefähr konstant zu halten, zumal diese auch von Schülern aus dem Einzugsbereich der benachbarten Verbandsgemeinden Hachenburg und Westerburg besucht wird.

## Architektur und Gebäude
Der einstöckige Zweckbau gruppiert sich U-förmig um einen Innenhof, der auf die angrenzende Grundschule ausgerichtet ist. Die Kunst am Bau des Gebäudes nimmt Bezug auf Figuren des Werks von Michael Ende, so finden sich im Eingangsbereich und in der Halle Motive aus Jim Knopf und Lukas der Lokomotivführer, Momo und der Unendlichen Geschichte
Neben acht Klassenräumen verfügt die Schule über eine Schulküche mit Speiseraum, einen Werkraum mit Maschinenraum und einen Förderraum. Des Weiteren ist auf dem Gelände ein Bolzplatz. Mitgenutzt werden Mensa und Turnhalle des nahe gelegenen Evangelischen Gymnasiums.

## Pädagogische Arbeit, Ausstattung und Angebote
Neben den regulären Unterrichtsfächern (wie Arbeitslehre) gehören zu den Angeboten im Rahmen der AGs und der Ganztagsschule u. a. eine Schwimm- und Fußball-Schulmannschaft, Taekwondo, Pausenradio und verschiedene kreative Angebote. Die Schule fördert die „bewegte Pause“, indem die Schüler in den Pausen die Möglichkeit haben, Bewegungsspielzeuge auszuleihen (Pedalos, Kinder-Draisinen, Einräder etc.). Ab dem Schuljahr 2012/13 betrieb eine Schülerfirma zunächst das „Jimmy’s Bistro“, ab 2015/16 ein Kiosk.
Zusätzlich zu laufenden Programm der Qualitätssicherung im Bereich Sprachverhalten und Gewaltprävention werden im Rahmen der Schulsozialarbeit u. a. Programme der Konfrontationspädagoik und der „Bewegten Schule“ durchgeführt. Des Weiteren verfügt die Schule über vier Active Boards sowie über zwei Klassensätze von Notebooks, die im laufenden Unterricht, insbesondere in Arbeitslehre eingesetzt werden.

## Öffentlichkeitsarbeit
- Die Schule besitzt seit den 1990er Jahren einen Förderverein aus Eltern und anderen Schulangehörigen. Dieser unterstützt besondere schulische Veranstaltungen, wie einen Säuglingspflege-Kurs oder Unternehmungen im Rahmen des Norderney-Aufenthaltes.
- Die unregelmäßig erscheinende Schülerzeitung ist jeweils Produkt einer entsprechenden Arbeitsgemeinschaft, die zu diesem Zweck von den Schülern gebildet wird.